# Agnes-Marie Grisebach

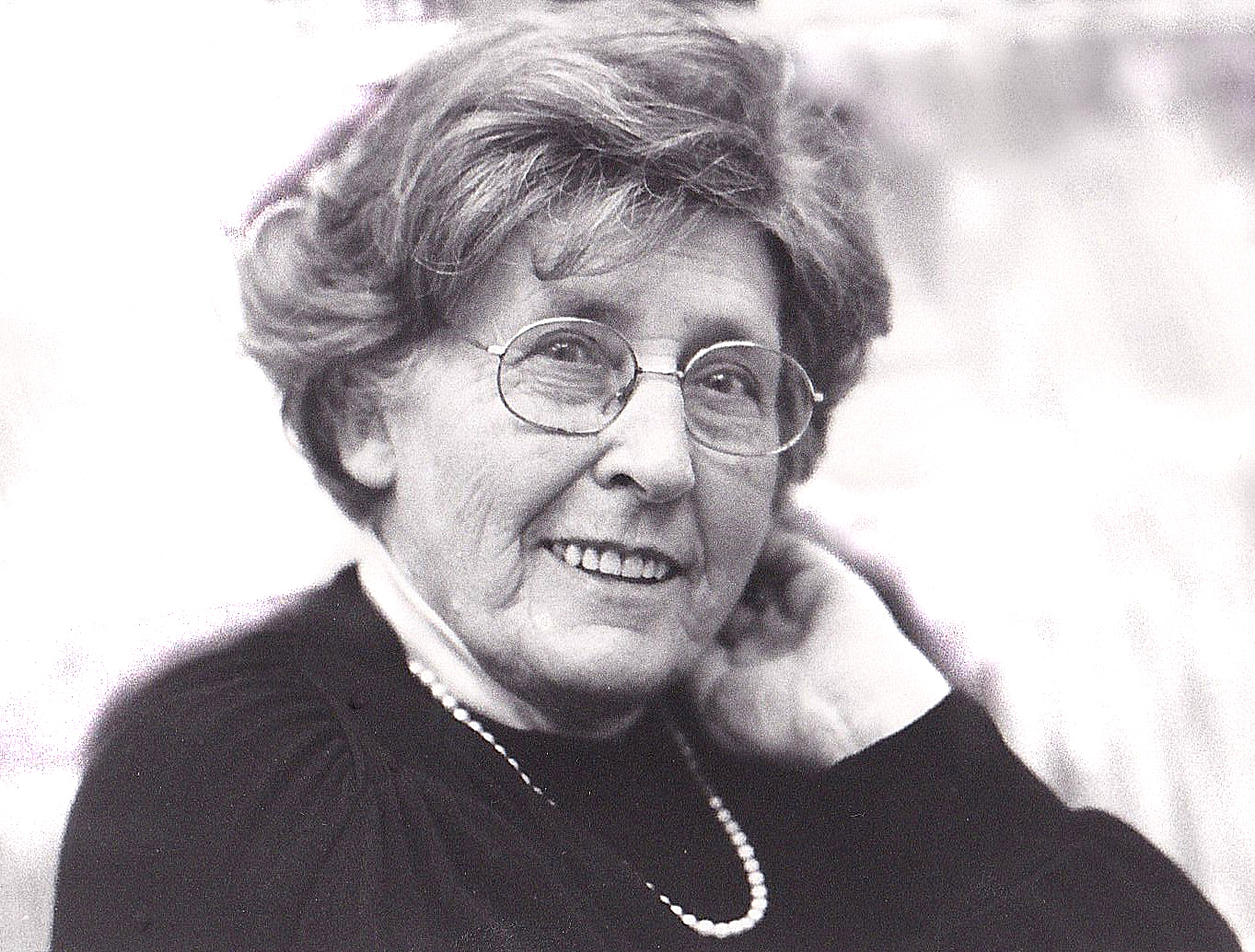
Agnes-Marie Grisebach

Agnes-Marie Grisebach (* 2. September 1913 in Berlin; † 6. März 2011 in Ahrenshoop) war eine deutsche Schauspielerin und Schriftstellerin. Sie hieß mit bürgerlichem Namen Agnes Eggert, publizierte aber unter ihrem Geburtsnamen.

## Leben

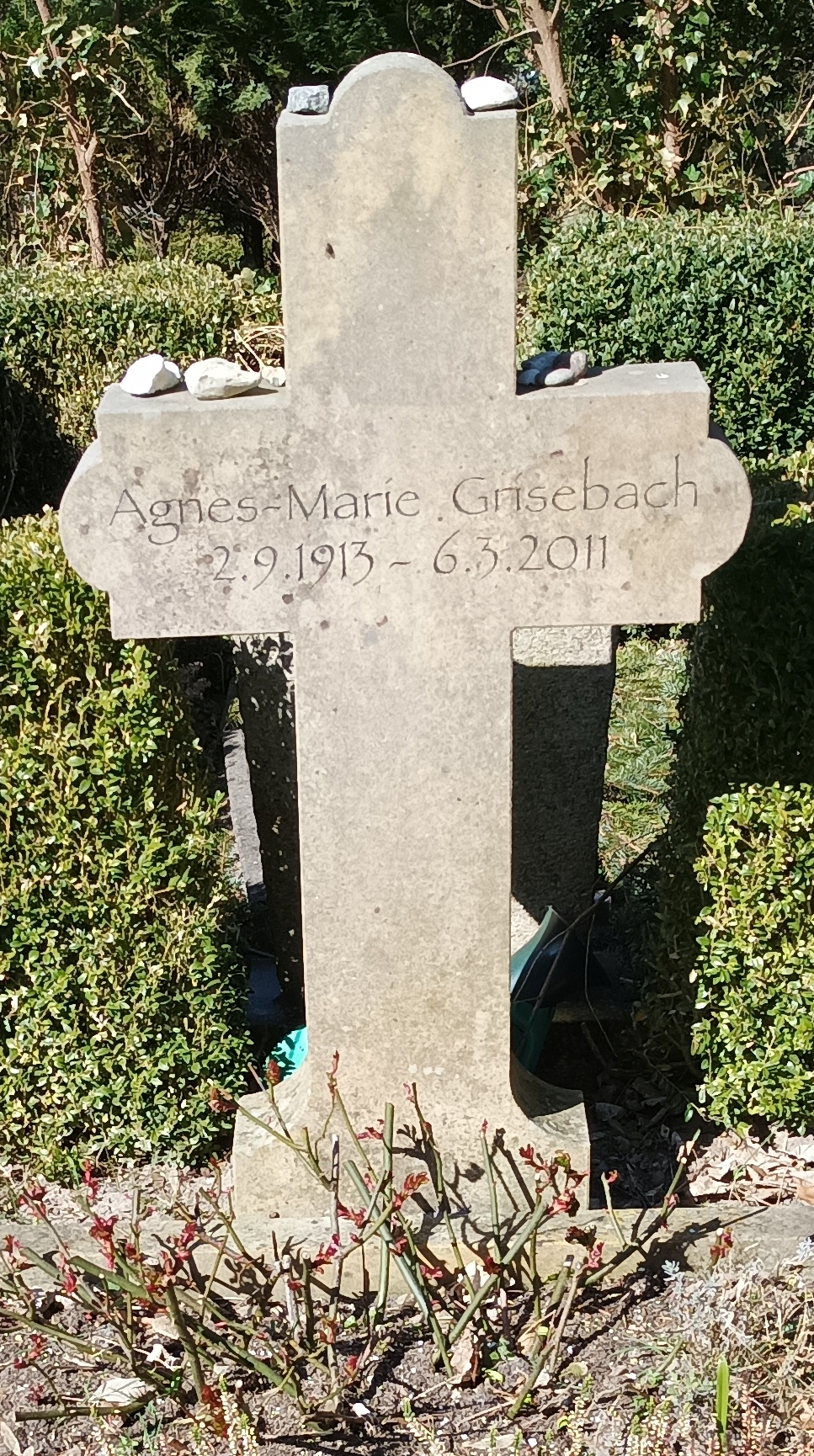
Grab von Agnes-Marie Grisebach in Ahrenshoop

Grisebach verbrachte ihre Kindheit in Berlin und im Ostseebad Ahrenshoop. Sie wurde Schauspielerin und arbeitete in München und Breslau am Theater. Sie heiratete 1936 den Regisseur Walter Eggert und lebte als Mutter und Hausfrau in Rostock und Ahrenshoop. 1942 wurde sie auf die Halbinsel Zingst (Ostsee) evakuiert.
Nach ihrer Scheidung brachte sie als Alleinverdienerin sich und ihre vier Kinder, darunter Almut Eggert und Mara Eggert, durch notvolle Nachkriegsjahre und wohnte zuletzt wieder in Rostock. Ende 1951 floh sie mit ihren Kindern in den Westen und arbeitete bis 1973 in einer Bremsenfabrik in Heidelberg. Ab 1976 wohnte sie in Frankfurt am Main und in Neu-Isenburg. Von 1996 bis zu ihrem Tod wohnte sie wieder im Ahrenshooper Haus, das von ihrem Vater Helmuth Grisebach (1883–1970) erbaut worden war.
Erst mit 75 Jahren veröffentlichte sie ihr erstes Buch Eine Frau Jahrgang 13, das kurz nach seinem Erscheinen in die Bestsellerlisten kam und später auch als Taschenbuch erschien. Das Buch erinnerte an das Schicksal der Trümmerfrauen und machte vielen bewusst, wie wenig Literatur, Autobiographien oder andere Zeitzeugen-Berichte es aus diesen Jahren gab. Ihr zweiter Roman Eine Frau im Westen. Roman eines Neuanfangs (1989) erzählt, wie ihr Leben weitergeht.
Ihre bewegte Lebensgeschichte, die typisch für eine ganze Generation von Frauen ist, die ihr Leben selbst in die Hand nahmen, hat sie in ihrer dreiteiligen Autobiografie erzählt: Eine Frau Jahrgang 13, Eine Frau im Westen, Von Anfang zu Anfang. 
Auch als sie 1995 erblindete, veröffentlichte sie aber dennoch einen weiteren Roman und einen Gedichtband (Von Anfang zu Anfang und Kämmerchen für die Musen).
Im Jahr 1990 war Grisebach „in Würdigung ihrer schriftstellerischen Leistung und in Anerkennung ihrer kulturellen Verdienste der Stadt“ Trägerin des Kulturpreises der Stadt Neu-Isenburg.
Am 6. März 2011 starb Agnes-Marie Grisebach im Alter von 97 Jahren in Ahrenshoop.

## Werke
- Eine Frau Jahrgang 13. Roman einer unfreiwilligen Emanzipation. 7. Aufl. Fischer-Taschenbuch-Verlag, Frankfurt/M. 2005, ISBN 3-596-14687-9.
- Eine Frau im Westen. Roman eines Neuanfangs. Fischer-Taschenbuch-Verlag, Frankfurt/M. 1992, ISBN 3-596-10467-X.
- Das verbotene Kind. Scheunen-Verlag, Kückenshagen 2005, ISBN 3-938398-10-8 (früherer Titel: Abschied am Hohen Ufer).
- Die Dame mit dem Schleierhütchen. Erzählungen. Neuaufl. Rowohlt, Reinbek 2005, ISBN 3-499-33218-3.
- Frauen im Korsett. Zwei ledige Bürgertöchter im 19. Jahrhundert. Fischer-Taschenbuch-Verlag, Frankfurt/M. 1995, ISBN 3-596-13450-1.
- Von Anfang zu Anfang. Eine Frau Jahrgang 13 erzählt vom Ende des letzten Jahrhunderts. Fischer-Taschenbuch-Verlag, Frankfurt/M., 2003, ISBN 3-596-15991-1.
- Kämmerchen für die Musen. Bülten-Verlag, Kückenshagen 2005, ISBN 3-938510-01-3.